# Неделя отпуска
Неделя отпуска (фр. Une semaine de vacances) — французский драматический фильм 1980 года, поставленный режиссером Бертраном Тавернье. Лента участвовала в основной конкурсной программе 33-го Каннского международного кинофестиваля, соревнуясь за «Золотую пальмовую ветвь».

## Сюжет
Учительница французского языка, сомневаясь в себе и своем призвании, берет неделю отпуска из-за переутомления, потратив неделю на размышление о своей жизни и карьере.